# ISO/IEC 38500
ISO/IEC 38500  International Organization for Standardization e pelo International Electrotechnical Commission.
ISO / IEC 38500 é uma norma internacional para a governança corporativa de tecnologia da informação publicada conjuntamente pela Organização Internacional de Normalização (ISO) e a Comissão Eletrotécnica Internacional (IEC). Ele fornece um framework para a governança eficaz de TI para ajudar o mais alto nível das organizações a compreender e cumprir as suas obrigações legais, regulamentares e éticas no contexto da utilização de TI de suas organizações.
ISO / IEC 38500 é aplicável as organizações de todos os tamanhos, incluindo órgãos públicos e empresas privadas, entidades governamentais e organizações não-lucrativas. 
Esta norma fornece princípios orientadores para diretores de organizações sobre o uso eficaz, eficiente e aceitável da Tecnologia da Informação (TI) dentro de suas organizações. 
O quadro compreende entre definições, princípios e um modelo.
Ele estabelece seis princípios para a boa governança corporativa de TI:
- Responsabilidade;
- Estratégia;
- Aquisição;
- Desempenho;
- Conformidade;
- Comportamento humano.

Ele também fornece orientação e aconselhamento, a os diretores das organizações que buscam por ajuda.